# السیو لاوا
السیو گدازه (انگلیسی: Alessio Lava؛ زادهٔ ۲۵ فوریهٔ ۱۹۹۰) بازیکن فوتبال اهل ایتالیا است.